# Virgil Mazilescu
Virgil Mazilescu (n. 11 aprilie 1942, Corabia, Olt – d. 10 august 1984, București) a fost un eseist, poet și traducător român, afiliat onirismului poetic. A scris printre altele poeziile „Cineva pe lume are nevoie de mine” și „Mi-am uitat casa și numele”.

## Biografie
Este fiul contabilului Sabin Mazilescu și al Aurei-Lili (n. Rădulescu). A urmat școala primară și gimnazială mai întâi în comuna Cușmir între 1948 – 1950, apoi câte un an la Turnu Severin și Târgu Jiu, continuând la Drăgășani între 1952 – 1957. În anul 1957 pleacă în capitală unde urmează Liceul „Spiru Haret” până în 1959 și Facultatea de Limba și Literatura Română a Universității din București între 1959 – 1964. După terminarea studiilor a fost timp de doi ani profesor la Școala Generală din comuna Greaca, județul Ilfov, conform Legii repartiției uniform teritoriale din regimul comunist. Apoi, până în 1968, a ocupat postul de bibliotecar la Biblioteca Municipală din Ploiești. Din 1968 și până în anii '70,  a fost secretar al cenaclului Uniunii Scriitorilor, iar din 1970 și până la moarte, vreme de aproape 14 ani, poetul a fost redactor la revista „România literară”.
A decedat la 10 august 1984 în București.

## Activitatea literară
În 1966,  a debutat cu versuri în suplimentul „Povestea vorbii” al revistei „Ramuri” din Craiova, pe atunci condus de Miron Radu Paraschivescu. A primit un premiu din partea revistei „Luceafărul” în anul 1968 pentru volumul de poezii  Versuri. Virgil Mazilescu a preferat să fie un poet calitativ și nu unul cantitativ, fiind înainte de toate un tehnician al discursului poetic. A publicat puține cărți și, desigur, subțiri.

### Volume

#### Antume
- 1968 – Versuri, București, Editura pentru Literatură
- 1970 – Fragmente din regiunea de odinioară, București, Editura Cartea Românească[4]
- 1979 – Va fi liniște, va fi seară, București, Editura Cartea Românească
- 1983 – Guillaume poetul și administratorul, București, Editura Cartea Românească

#### Postume
- 1988, 2001 – Asketische Zeichen. Gedischte, Cluj, Editura Dacia
- 1991 – Întoarcerea lui Immanuel, București, Editura Albatros, 1991
- 1996 – Poezii, București, Editura Vitruviu
- 2003 – Opere complete, ediție îngrijită de Alexandru Condeescu, București, Editura Muzeul Literaturii Române
- 2013 – Opera poetica, ediție îngrijită de Gabriel Nedelea, Craiova, Editura AIUS
- 2013 – O precizie cu adevărat înspăimântătoare, ediție îngrijită de Teodor Dună, București, Editura Tracus Arte

Creația sa, împreună cu scrisorile către prietenul său Dumitru Țepeneag, aflat în Franța, a încăput între coperțile unui volum postum de numai 166 de pagini, intitulat Poezii, volum îngrijit de Mircea Ciobanu. Această carte a apărut abia în 1996, la 12 ani de la moartea poetului. Virgil Mazilescu a fost și un excelent traducător, însă niciodată nu a epatat, deși cunoștea foarte bine limba franceză. A tradus cărți scrise de Jean Amila, Jack Schaefer, Fernand Fournier-Aubry și Willa Cather.

## Citate
| “ | Culmea, pe cât de boem în viață, pe atât de perfectionist era în poezie. De altfel, uneori, il și deranja acest corset. Îmi spunea odată, bineînțeles cu o vodcă în față, la salonul spaniol, că suferă că nu e în stare să scrie punându-și ficații pe masă. Îl irita uneori, chiar își ura creierul prea constrângător. Il speria puținătatea cuvintelor lui. Ar fi vrut să scrie ca Saint-John Perse. Ca orice poet adevărat, se credea când geniu, când cabotin, și avea câte ceva din amândouă. De fapt, eu cred că aceste categorii nici nu se exclud (Nora Iuga, prietenă a poetului) | ” |